# Cineast
Ein Cineast (französisch cinéaste), seltener auch Cinephiler, ist ein Verehrer der Filmkunst und Kenner der Filmgeschichte sowie der künstlerischen Qualitäten des Kinos. Der Cineast unterscheidet sich vom Filmkonsumenten oder Filmfan, indem er an einem Filmdiskurs interessiert ist, der über den reinen Unterhaltungswert des Films hinausgeht. Ausdruck dessen sind die Lektüre von Filmzeitschriften oder der Besuch von Filmfestivals und Veranstaltungen in Filmklubs und Kommunalen Kinos.

## Begriff und Geschichte
Das französische Wort cinéaste wurde ursprünglich um 1920 von Louis Delluc erdacht, um den Unterschied zwischen dem kommerziellen Kino und einem Kino mit Kunstanspruch zu markieren. Ein Cineast war ein Filmemacher, der mit der Formen- und Motivgeschichte des Kinos vertraut war und diese in seinen Filmen auch auszudrücken verstand. Im Französischen bezeichnet cinéaste noch heute einen Filmregisseur. Die Übergänge zum Filmrezipienten waren damals teilweise fließend: Frühe Filmbegeisterte wie Jean Vigo gründeten Filmclubs, bevor sie selbst zu Regisseuren wurden, oder widmeten sich wie Henri Langlois der Rettung und Archivierung von Filmen, woraus die Cinémathèque française hervorging.  Einen großen Einfluss auf die cineastische Filmkultur der Nachkriegszeit übte in Frankreich der Filmkritiker André Bazin aus, der in der Filmklubbewegung aktiv war. Einige seiner Schüler wurden Filmkritiker und später selbst Regisseure der Nouvelle Vague, etwa Jean-Luc Godard oder Éric Rohmer. 
Mit der Akademisierung des Filmdiskurses und der Professionalisierung der Arbeit von Kinematheken ist der klassische, nicht bloß rezeptive Typ des Cineasten weitgehend verschwunden.